# DezNat
#DezNat (abrégé de Deseret Nation) est un groupe de membres dévoués appartenant à l'Église de Jésus-Christ des Saints des Derniers Jours (LDS Church) qui a été créé en 2018 par un utilisateur de Twitter nommé JP Bellum. Il est largement considéré comme un hashtag nationaliste blanc de droite alternative américaine,,.
Tanner Guzy, qui utilise le hashtag, a décrit le mouvement comme étant composé de membres de la SDJ « sans excuse quant à notre croyance en l'Évangile rétabli ». Selon Bellum, « #DezNat n'est pas approuvé par l'Église LDS ou ses dirigeants. Au lieu de cela, c'est l'idée que les membres pieux devraient travailler ensemble pour soutenir l'église, ses doctrines et les uns les autres, sur les médias sociaux et dans leurs communautés pour construire davantage le Royaume de Dieu » ; « #DezNat ou Nation Deseret est fondamentalement la reconnaissance que les membres fidèles sont un peuple unique et devraient être unis spirituellement, moralement, économiquement et politiquement derrière Christ, le prophète et l'église. Si tout gouvernement disparaissait demain, l'église remplirait ce rôle »,.
La communauté #DezNat critique souvent les membres de la communauté LGBTQ, les apostats mormons, les acteurs de films pornographiques, ainsi que le blog mormon By Common Consent d'être trop progressiste. Certains membres de la communauté DezNat ont également exprimé leur soutien à la violence liée au concept de « expiation par le sang » (officiellement rejetée par l'Église LDS) contre les membres de ces groupes.